# Avalanche Studios
Avalanche Studios è un'azienda svedese dedita allo sviluppo di videogiochi con sede nella città di Stoccolma, fondata nel 2003 da Christofer Sundberg.

## Videogiochi
| Anno | Titolo             | Piattaforme                      |
| ---- | ------------------ | -------------------------------- |
| 2006 | Just Cause         | PlayStation 2, Xbox, Windows     |
| 2009 | The Hunter         | Windows                          |
| 2010 | Just Cause 2       | PlayStation 3, Xbox 360, Windows |
| 2011 | Renegade Ops       | PlayStation 3, Xbox 360, Windows |
| 2015 | The Hunter: Primal | Windows                          |
| 2015 | Rumble City        | iOS, Android                     |
| 2015 | Mad Max            | PlayStation 4, Xbox One, Windows |
| 2015 | Just Cause 3       | PlayStation 4, Xbox One, Windows |
| 2018 | Just Cause 4       | PlayStation 4, Xbox One, Windows |
| 2019 | Rage 2             | PlayStation 4, Xbox One, Windows |
| TBA  | Contraband         | Xbox Series X, Windows           |